# Embassichthys bathybius
Embassichthys bathybius är en fiskart som först beskrevs av Gilbert, 1890.  Embassichthys bathybius ingår i släktet Embassichthys och familjen flundrefiskar. Inga underarter finns listade i Catalogue of Life.